# Niebiesko-Czarni
Niebiesko-Czarni (deutsch Die Blau-Schwarzen) waren eine polnische Band, die von 1962 bis 1976 existierte.
Die Band wurde 1962 in Gdynia von dem Musikjournalisten und „Vater der polnischen Rockmusik“ Franciszek Walicki gegründet. Im Juni desselben Jahres gewann sie das erste Festival Junger Talente, es folgten die ersten Radio- und Plattenaufnahmen. Mit einer gewissen Berechtigung kann man sie als die erste polnische Rockband überhaupt bezeichnen.
Im Laufe ihrer Existenz spielte die Band in einer sehr häufig wechselnden Besetzung. Zu ihr gehörten Sängerinnen und Sänger, die auch in einem anderen Kontext stilbildend für die polnische Popmusik überhaupt waren, wie Czesław Niemen, Krzysztof Klenczon, der spätere Leadsänger der Band Czerwone Gitary, Helena Majdaniec oder Wojciech Korda.
Besonders ungewöhnlich für ihre Zeit war die Tatsache der sehr großen internationalen Präsenz einer Band aus einem kommunistischen Staat. Dazu gehörten nicht nur Auftritte in Frankreich und den USA, sondern auch in einer Reihe anderer Länder, dabei immer wieder in großen Radio- und Fernsehsendern wie Radio Luxemburg (1967) oder der Danny-Sullivan-Show (1971). 1973 schufen sie mit Naga (Nackt) die erste polnische Rockoper, die am 22. April in Gdynia uraufgeführt wurde. Nach einem noch einmal Aufsehen erregenden Konzert im damals sowjetischen Lemberg löste sich die Band 1976 auf.
Im Laufe ihres Bestehens veröffentlichte sie acht Langspielplatten und 24 Singles, die sich insgesamt 3,5 Mio. mal verkauften. Seit den achtziger Jahren gab es mehrere eher erfolglose Comebackversuche.

## Diskographie
- Niebiesko-Czarni
- Alarm! (1967)
- Mamy dla Was kwiaty (1968)
- Twarze (1970)
- Naga 1 (1973)
- Naga 2 (1973)
- Old Rock Meeting
- Gwiazdy Mocnego Uderzenia